# Lara Fabian
Pour les articles homonymes, voir Fabian et Crokaert.
Lara Fabian, née Lara Sophie Katy Crokaert le 9 janvier 1970 dans la commune bruxelloise d'Etterbeek (Belgique), est une chanteuse, auteure-compositrice et actrice belgo-canadienne d’origine belgo-italienne.
Chantant en plusieurs langues — français, anglais, allemand, sicilien, italien, napolitain, portugais, espagnol, grec, russe, latin, hébreu, turc, azerbaïdjanais et mandarin —, elle a sorti une quinzaine d'albums studio et s'est fait connaître au niveau international. En 2024, Lara Fabian sort son 17e album intitulé Je suis là.
Après avoir été coach au sein de l'émission québécoise La Voix en 2018 et 2019, elle le devient dans les années 2020 pour la version française de l'émission, The Voice : La Plus Belle Voix sur TF1. Elle est ensuite la directrice lors des éditions de 2021 et 2022 de Star Académie au Québec. Pour l'édition 2025, elle est nommée marraine de l'Académie.

## Biographie

### Enfance et adolescence
Lara Fabian est l'enfant unique de Pierre Crokaert, un Belge d'origine flamande, et de Maria Luisa Serio, une Sicilienne. Le prénom « Lara » vient du personnage principal féminin du Docteur Jivago : c’est un prénom qui se prononce de la même façon dans toutes les langues et avec tous les accents, à l’inverse de « Laura » qui était le prénom que sa mère voulait initialement lui donner. Laura se prononce /ˈlau̯.ra/ en italien, mais /lo.ʁa/ en français.
Son nom de scène est inspiré par un oncle appelé Fabiano.
Née en Belgique, elle passe ses cinq premières années à Catane, au pied de l'Etna, puis revient dans la périphérie de Bruxelles, à Ruisbroek. C’est également à l’âge de 5 ans qu’elle commence à s’intéresser à la musique et à la chanson en écoutant Ève Brenner à la radio. Ses parents décident alors vers l’âge de 6 ans de l’inscrire à des cours de chant, plus tard, de solfège, de piano et de théâtre,. Elle commence son éducation musicale au Conservatoire royal de Bruxelles en 1978. Elle y étudie le chant lyrique pendant dix ans, tout en commençant à écrire des chansons. À cette époque, ses artistes fétiches sont Barbra Streisand, et Freddie Mercury. Auparavant, elle s'est présentée à l'âge de 8 ans aux tests d’entrée au conservatoire de danse mais le verdict — « Elle est vraiment trop grosse, a les pieds plats et de grosses cuisses » — brise son rêve d'enfance d'être ballerine, ce qui engendrera ses difficultés à accepter l'image de son corps. Elle commence à chanter dans les clubs et piano-bars de Bruxelles et de la région dès l'âge de 14 ans, accompagnée à la guitare par son père qui fut guitariste et choriste pour Petula Clark avant de se reconvertir technicien chauffagiste.
En 1986, elle rencontre Marc Lerchs, étudiant en journalisme, qui paie ses études en se produisant dans un piano-bar à Bruxelles (Le Ciné Monty, la Table d’Or, le Café de l’Îlot, le Black Bottom, le Holiday inn à Gand…). Il lui compose huit chansons. Elle gagne différents concours amateurs, dont le Tremplin de la musique du Festival de Wallonie où elle remporte trois prix, et demande à Lerchs deux titres pour son premier 45 tours intitulé L’Aziza est en pleurs,. Profitant des entrées de Lerchs à la RTBF, elle enregistre quelques maquettes, essentiellement des compositions de Lerchs qu’elle cosigne parfois. Grâce à Yvan Léonard (qui mixa ces titres), le 45 tours arrive dans les mains de l'animateur de RTL Luxembourg Claude Rappé qui le donne au producteur Hubert Terheggen. Ce dernier lui rend alors visite au piano bar le Black Bottom à Bruxelles,. Séduit, il décide de la sélectionner pour représenter le Luxembourg au 33e Concours Eurovision de la chanson se tenant à Dublin le 30 avril 1988. Elle y chante Croire, une chanson écrite par Alain Garcia et composée par Jacques Cardona. Au terme du décompte des points, elle se classe 4e sur 21 participants,,.
Elle entreprend ensuite des études de droit et de criminologie infantile en Italie, qu'elle arrête au bout d’un an. En mai 1990, elle rencontre Rick Allison au Crescendo, un piano-bar de Bruxelles. Cette rencontre musicale et sentimentale se révèle déterminante pour la suite de sa carrière, puisqu'ils décident de tenter leur chance au Québec.

### Départ pour le Québec
C'est en août 1991 que son premier opus Lara Fabian sort au Canada. Le disque se vend à 100 000 exemplaires, porté par les titres Le jour où tu partiras et Qui pense à l’amour. Nommée aux Félix, elle multiplie les concerts à travers le Canada pendant deux ans,. Rétrospectivement, elle estime que, plus encore que le Concours Eurovision qui a lancé sa carrière, c’est son départ pour le Québec à 20 ans qui a été le tournant le plus important de sa carrière.
En 1994 sort son deuxième album, Carpe Diem, qui est un succès immédiat au Canada : en deux semaines, l’album devient disque d’or grâce aux titres Tu t’en vas, Si tu m’aimes et Leila. L’année suivante, l’album est certifié double platine. Elle entame alors sa première tournée, Sentiments acoustiques, à guichets fermés. En janvier 1995, Serge Lama l’invite à chanter avec lui Je suis malade, à Paris, au Palais des Congrès. 1995 est l’année des récompenses au Québec : elle reçoit le Félix de l’Interprète québécoise de l’année et du Meilleur spectacle. Elle est également nommée en 1996 et 1997 pour la cérémonie des prix Juno.
En 1996, les studios Walt Disney lui demandent de prêter sa voix à Esméralda dans le dessin animé Le Bossu de Notre-Dame. Cette version figure également sur le disque américain de la bande originale. Cette même année, elle compose une chanson pour le film Daylight avec Sylvester Stallone. C'est également en 1996 qu'elle obtient la nationalité canadienne.
C'est à cette période que sort son troisième album, Pure, certifié disque de platine au Canada. En 1997, elle remporte le Félix de l’Album de l’année. Un duo avec le chanteur américain Richard Marx, Surrender to me, paraît sur le cinquième album du chanteur.

### Retour en Europe
En juin 1997, l’album Pure sort dans les pays francophones européens. Disque d’or en Belgique et disque de diamant en France, Pure se vend à plus de 2 millions d’exemplaires, grâce au succès des titres Tout, Je t’aime, Humana, Si tu m'aimes et La Différence. La même année, elle signe un contrat avec Sony pour enregistrer des albums en anglais.
L'année 1998 commence par une tournée en France et en Belgique. Elle reçoit une Victoire de la Musique pour la Révélation de l’année et, en septembre, rejoint Johnny Hallyday au Stade de France pour y chanter en duo Requiem pour un fou. Le Musée Grévin lui consacre une statue en cire à son effigie. Au début de l'année 1999 sort son premier album live, Live 98, qui se classe immédiatement no 1 en France et en Belgique. Elle reçoit un prix au World Music Awards en tant que chanteuse issue du Benelux ayant vendu le plus de disques en 1999. En juillet 1999, Polydor décide de sortir les albums québécois de Lara Fabian en Europe.

### Rayonnement international
Elle enregistre ensuite son premier album en anglais aux États-Unis, écrit entre autres par elle, Rick Allison, Walter Afanasieff et Patrick Leonard. L’album en anglais Lara Fabian sort en 1999 avec le titre Adagio (it) et dépasse les 2 millions d’exemplaires vendus. En mai 2000, l’album sort aux États-Unis et le titre I will love again devient no 1 des classements dance et 32e au Billboard. Elle entame alors une promotion mondiale et reçoit en novembre le Félix de l’Artiste s'étant illustré dans une langue autre que le français, avant de chanter en décembre au Madison Square Garden. En 2001, le single Love by Grace connaît un grand succès au Brésil. La carrière internationale de la chanteuse est lancée.
En mai 2001, elle obtient une nouvelle fois le prix des World Music Awards pour la chanteuse du Benelux ayant vendu le plus de disques. Elle enregistre alors les chansons The Dream Within pour le film Final Fantasy: The Spirits Within et For Always pour le film A.I. Intelligence artificielle de Steven Spielberg, en duo avec Josh Groban.

### Retour dans la francophonie

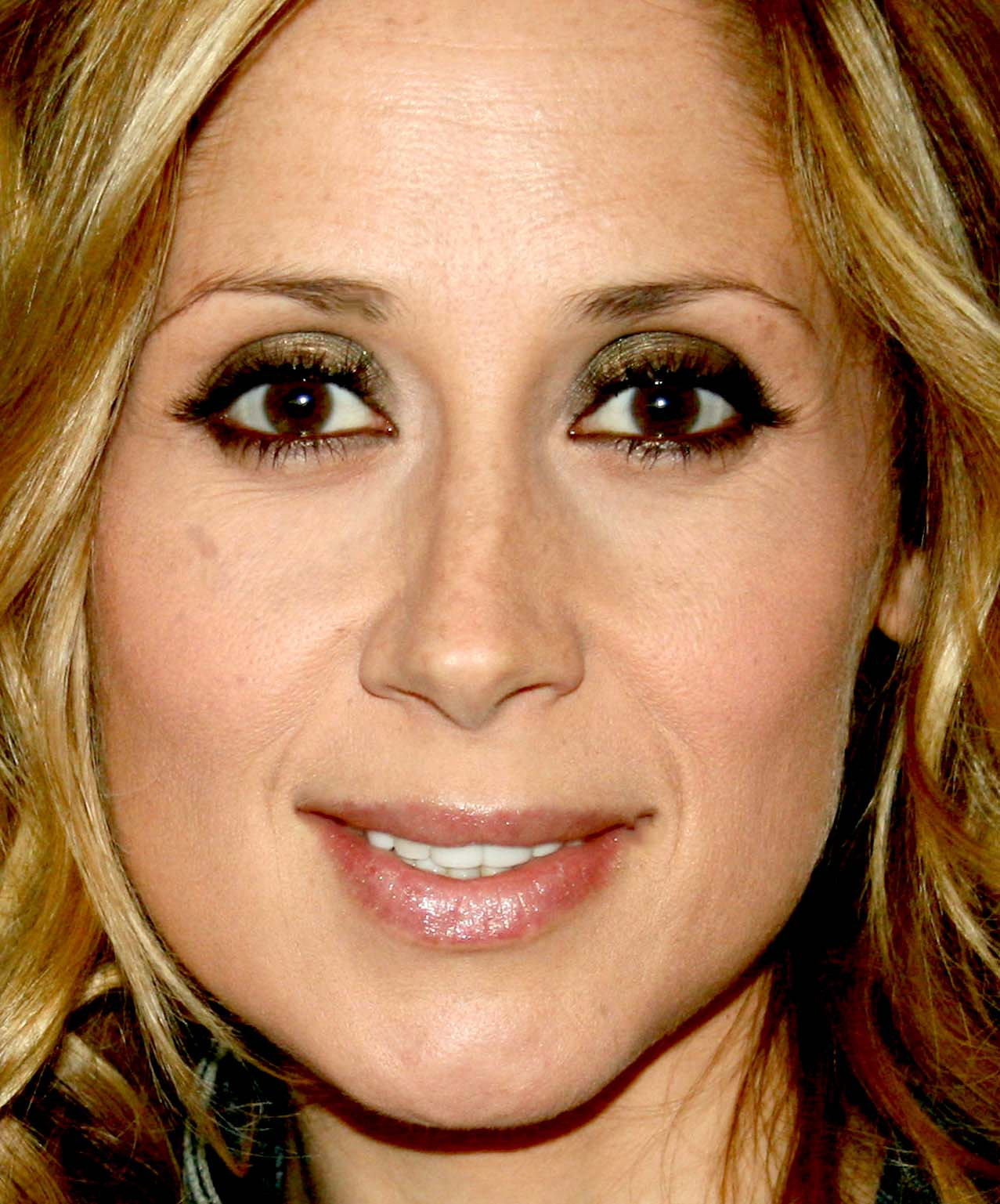
Lara Fabian en 2007.

En août 2001, son quatrième album en français, Nue, est lancé à Montréal. Porté par J’y crois encore, Immortelle, Aimer déjà et Tu es mon autre (en duo avec Maurane), l’album reçoit un double disque de platine en France, et un disque d’or en Suisse et en Belgique, où il se classe no 1. Fin 2001, elle part pour une tournée dont est issu un deuxième album live, Live 2002.
L'année 2002 voit la publication d'un DVD, Intime. Elle organise également un concert privé qui lui donnera l'idée du spectacle En toute intimité, qu’elle présente en Europe francophone en 2003. Après un duo avec Maurane (Mais la vie…) et une chanson pour Nolwenn Leroy (Inévitablement), son troisième album live En toute intimité sort en octobre 2003 et devient disque de platine en France. En 2004, elle poursuit sa tournée acoustique qui l’emmène à Tahiti, en Russie et au Liban.
Après un nouveau duo avec le chanteur britannique Russell Watson (The alchemist), son deuxième album en anglais, A wonderful life, sort en Europe en juin 2004. Malgré la parution de deux chansons (No big deal en Europe francophone et The last Goodbye pour les autres pays), la promotion de l’album est interrompue à la suite d'une rupture de contrat avec Sony Music. Elle participe alors au film musical De-Lovely d’Irwin Winkler, pour lequel elle monte les marches à Cannes. Elle écrit également pour Chimène Badi la chanson Dis-moi que tu m'aimes.
En février 2005, paraît son cinquième album français, 9, qui marque un tournant dans sa carrière car elle se sépare de Rick Allison, son compagnon depuis ses débuts (les deux artistes se poursuivent dès lors en justice pour des questions de droits sur leurs chansons communes). Ce nouveau est un 4-mains avec son compagnon Jean-Félix Lalanne. Disque de platine en France et en Belgique, l’album contient notamment les titres La Lettre, L’Homme qui n’avait pas de maison, Un ave maria, Il ne manquait que toi et Ne lui parlez plus d’elle.
Le 14 mars 2006, Lara Fabian est, avec Natasha St-Pier et Gage, membre du jury — présidé par Charles Aznavour — de la sélection française pour le Concours Eurovision de la chanson.
En octobre 2006, après une tournée européenne de 80 dates, sort l’album live qui en découle, Un regard 9, porté par l’inédit Aime. À la même époque, elle enregistre un duo avec le chanteur italien Gigi D'Alessio, Un cuore malato, qui sort en single en Italie, puis en France, en Belgique et en Suisse sous une version franco-italienne.

### Toutes les femmes en moietBest of
Le 25 mai 2009 sort l’album Toutes les femmes en moi, composé uniquement de reprises de chanteuses, dont Soleil, Soleil ou encore Amoureuse. Disque de platine en France, il reçoit également un disque d’or en Belgique et en Russie. Un deuxième album hommage, Every Woman in Me — composé cette fois de reprises de chanteuses anglophones — est mis en vente lors de ses concerts fin 2009.
Un double Best of paraît le 15 novembre 2010, comprenant notamment deux inédits : On s’aimerait tout bas, écrit par Maxime Le Forestier et composé par Stanislas, et Ensemble, un duo posthume avec Ray Charles,,. Il est certifié Platine en Belgique.
Le 19 avril 2011, paraît le premier Best of québécois de Lara Fabian, Je me souviens…, composé de ses succès obtenus au Québec.

### Mademoiselle Zhivagoet l'Europe de l'Est
En 2007, elle commence une collaboration musicale avec le compositeur ukrainien Igor Krutoy (en), séduit après un de ses concerts à Moscou.
Pendant l'été 2010, Lara Fabian participe au Festival New Wave à Jurmala en Lettonie, où elle interprète trois titres de son album Mademoiselle Zhivago. En novembre sort en Russie et dans les pays de l'Est l'album multilingue, où il connaît un grand succès. Chacune des onze chansons bénéficie d'un clip qui, mis bout à bout, forment un film musical racontant l'histoire d'une femme à travers onze époques différentes. La chanteuse part alors en tournée dans les pays de l'Europe de l'Est et du Nord, où elle se produit notamment trois soirs au Kremlin. Le spectacle est diffusé à la télévision russe quelques semaines plus tard. L'album paraît en Belgique et en France le 21 juin 2012 avec deux inédits, Je t'aime encore et Always.
Elle est invitée par David Foster pour chanter au concert David Foster and Friends, où elle interprète Caruso et un duo avec Michael Bolton, The Prayer.
Le 30 janvier 2011, elle chante Always à la cérémonie d’ouverture des Jeux asiatiques d'hiver, dans la capitale kazakhe Astana. En mars 2011, elle se rend en Tchétchénie pour la journée internationale des femmes, sur l’invitation du président Ramzan Kadyrov,. Sa présence suscite la polémique : Ramzan Kadyrov est en effet régulièrement accusé de bafouer les droits de l’homme dans son pays, d’instaurer l’islamisation par la force et de créer un climat de terreur au sein de la population par ses pratiques mafieuses. Les défenseurs des droits de l'homme accusent la chanteuse de « légitimer un régime criminel » par sa participation aux festivités officielles,.
Au printemps 2011, elle participe au spectacle musical 1939 pour trois représentations, puis à l’album de Thierry Gali, Il était une fois (en soutien de l’action de l’Unicef), ainsi qu'à celui de George Perris (en), célèbre chanteur grec pour lequel elle écrit les titres Dis-moi comment t'aimer et La Solitude en duo avec ce dernier.

### DuSecretàMa vie dans la tienne
Remerciée par Universal France, elle rejoint Warner Music France.
Après avoir interprété le titre Deux ils, Deux elles lors d'une soirée en faveur du mariage pour tous, elle publie l'album Le Secret le 15 avril 2013 sous son propre label, 9Productions. Il s'écoule à 18 768 exemplaires en une semaine et se classe no 1 des ventes.
Fin juin 2013, elle épouse le magicien italien Gabriel di Giorgio. Depuis 2013, elle est régulièrement présente à la télévision française et québécoise dans des télé-crochets. En cette année, elle est « co-coach » pour le télé-crochet The Voice : La Plus Belle Voix sur TF1. Du 26 juillet au 13 septembre 2013, elle est ensuite membre du jury de l'émission The Best : Le Meilleur Artiste diffusée sur TF1. Fin octobre, après les protestations de plusieurs ONG, elle annule son concert prévu en Ouzbékistan pour un festival organisé par Gulnara Karimova, fille du président Islom Karimov, visant à redorer l’image du pays et à promouvoir le régime du père.
Le 6 novembre, elle est contrainte d'annuler sa tournée, souffrant d'un traumatisme bilatéral de l'oreille interne à la suite d'un choc auditif reçu sur un plateau de télévision quelques mois auparavant. Elle est alors dans l'obligation d'espacer ses concerts afin de ne pas trop s'exposer à la pression acoustique que nécessite la scène,.
Du 10 au 14 février 2015, elle participe à la 65e édition du Festival de Sanremo où elle termine dernière du classement. Elle sort le Best of Essential en Italie, suivi en avril d'une compilation éditée dans 23 pays, Selection.
En 2015, elle sort un nouvel album en français, Ma vie dans la tienne, certifié disque de platine en France.

### CamouflageetPapillon

Lara Fabian à l'émission La Boîte à Secrets en janvier 2024.

L'album Camouflage, entièrement en anglais, sort en octobre 2017, annoncé par le single Growing Wings. La chanteuse y propose une nouvelle manière d'explorer sa voix dans un univers electropop orchestré par le Suédois Moh Denebi. La tournée Camouflage World Tour est programmée pour 2018, dont un unique concert français se tient à Paris au Zénith le 16 juin 2018.
Elle participe en tant que coach en 2018 et 2019 à l'émission québécoise La Voix sur TVA lors de deux saisons, aux côtés d'Éric Lapointe, Marc Dupré et Alex Nevsky. C'est sa candidate, Geneviève Jodoin, qui remporte les grands honneurs en 2019,.
Début 2019, pour la veille de ses cinquante ans, la chanteuse lance la tournée 50 World Tour, ainsi que l'album en français Papillon. L'année suivante, elle fait partie du jury de l'émission The Voice : La Plus Belle Voix sur TF1 aux côtés d'Amel Bent, Marc Lavoine et Pascal Obispo et est nommée directrice en 2021 et 2022 de Star Académie lors de deux cuvées sur TVA.
Le 10 avril 2020, pendant la période de la pandémie de Covid-19 elle publie le single Nos cœurs à la fenêtre[source insuffisante], dont les recettes sont reversées à quatre associations au Canada, en Belgique, en Italie et en France. Plusieurs célébrités des deux côtés de l'Atlantique apparaissent dans le clip : Véronic DiCaire, Véronique Cloutier, Guylaine Tremblay, Franck Dubosc, Michel Drucker, Charles Lafortune, Stéphane Rousseau, Gary Dourdan, Patrick Sébastien, Cyril Hanouna ou Eva Longoria,. Le 16 décembre de la même année, elle dévoile l'album Lockdown Sessions,.
Il est prévu qu'elle revienne au Québec en juin 2024 pour la tournée Je t'aime et qu'elle passe par plusieurs villes dont Trois-Rivières et Québec après avoir fait quelques spectacles en Europe.

## Vie privée
Lara Fabian a été en couple avec l'auteur-compositeur Rick Allison.
Elle rencontre Patrick Fiori en 1998 alors que celui-ci se rend au Canada ; après une courte relation, le couple se sépare la nuit de l'an 2000. En 2021, au moment de la sortie de son livre Je passe à table, Lara Fabian évoque une fin d'histoire « tragique ».
Elle a partagé sa vie de 2003 à 2006 avec un autre auteur-compositeur, Jean-Félix Lalanne.
Elle a eu ensuite pour compagnon Gérard Pullicino ; ensemble ils ont une fille née en 2007, Lou. Le couple se sépare en 2012.
Le 28 juin 2013, elle se marie avec le magicien d'origine sicilienne Gabriel di Giorgio.

## Discographie
Lara Fabian revendique 20 millions de disques vendus. Toutefois, selon divers médias, ses ventes de disques réelles sont estimées à 12 millions,,,,.

### Albums studio
- 1991 : Lara Fabian
- 1994 : Carpe Diem
- 1996 : Pure
- 1999 : Lara Fabian
- 2001 : Nue
- 2004 : A Wonderful Life
- 2005 : 9
- 2009 : Toutes les femmes en moi
- 2009 : Every Woman in Me
- 2010 : Mademoiselle Zhivago
- 2013 : Le Secret
- 2015 : Ma vie dans la tienne
- 2017 : Camouflage
- 2019 : Papillon
- 2020 : Lockdown Sessions
- 2024 : Je suis là

### Albums live
- 1998 : Lara Fabian Live 98
- 2002 : Live 2002
- 2003 : En toute intimité
- 2006 : Un Regard 9 - Live
- 2011 : Toutes les femmes en moi font leur show
- 2022 : Best of World Tour Live[réf. nécessaire]

### Compilations
- 2004 : Long Box
- 2010 : Best of
- 2011 : Je me souviens…
- 2015 : Essential
- 2015 : Selection

### Participations
- 1997 : Flesh and bone de Richard Marx pour Surrender to me en duo
- 1997 : Émilie Jolie, nouvelle version du conte musical (Chanson de la petite fleur triste)
- 1998 : Enfoirés en cœur et Johnny au Stade de France : Requiem pour un fou avec Johnny Hallyday
- 2001 : L’odyssée des Enfoirés : Aller plus haut avec Roch Voisine et Daniel Lévi, Et si tu n’existais pas avec Daniel Lévi et medley
- 2001 : 2 de Florent Pagny pour Et maintenant en duo
- 2003 : Autour de la guitare (vol. 2) de Jean-Félix Lalanne pour J'ai mal à ça
- 2003 : Quand l’humain danse de Maurane pour Mais la vie… en duo
- 2003 : Pluri((elles)) de Serge Lama pour Les ballons rouges en duo
- 2005 : Le train des Enfoirés : Hey oh avec Yves Lecoq, Sur un prélude de Bach avec Elsa, Catherine Lara et Muriel Robin, La vie ne m’apprend rien avec Chimène Badi, Maurane et Jean-Louis Aubert, Prendre l'air avec Jean-Jacques Goldman, et medleys
- 2005 : Amore Musica de Russell Watson pour The Alchemist en duo
- 2006 : Made in Italy de Gigi D'Alessio pour Un cuore malato en duo
- 2011 : Gems - The Duets Collection de Michael Bolton pour The Prayer en duo
- 2011 : Rendez-vous de Nana Mouskouri pour La Vie, l'Amour, la Mort en duo
- 2012 : Un souhait de George Perris pour Ma solitude en duo
- 2013 : 20 - The Greatest Hits de Laura Pausini pour Io canto (Je chante) en duo
- 2014 : Les Enfants du Top 50 avec la chanson Une femme avec une femme
- 2014 : Les Enfants du Top 50 avec la chanson On se retrouvera en duo avec Yoann Fréget
- 2014 : Make me yours tonight — EP en duo avec Mustafa Ceceli (sortie CD physique en Turquie, distribution numérique mondiale)
- 2015 : Make Me Yours Tonight - Remixes
- 2017 : Dark Matter du groupe Les Friction avec la chanson You always knew en duo
- 2017 : Le Cœur des femmes de Tony Carreira pour une reprise en duo de Je t'aime
- 2023 : Florent Pagny pour Et maintenant en duo
- 2024 : Les Enfoirés fêtent leurs 35 ans : concert
- 2024 : Chanson des Enfoirés Jusqu'au dernier

### Musiques de films et téléfilms
- 1992 : Bande originale du film La Neige et le Feu (chanson Laisse-moi rêver)
- 1996 : Bande originale du film d’animation Le Bossu de Notre-Dame (version québécoise)
- 2000 : Songs from Dawson’s Creek, vol. 2 pour la chanson Givin’ Up on You
- 2001 : Bande originale de A.I. Intelligence artificielle (chanson For Always, présente uniquement sur la B.O. mais pas dans le film, en solo et en duo avec Josh Groban)
- 2002 : Bande originale de Final Fantasy : Les Créatures de l’esprit (chanson générique The dream within et solos vocaux sur thème du film)
- 2004 : Bande originale du film musical De-Lovely (chanson So in love en duo avec Mario Frangoulis)
- 2017 : Bande originale du court métrage Cello d'Angie Su avec la chanson Remember me
- 2018 : Bande originale du film d'animation québécois La Course des tuques avec la chanson What If

## Vidéographie
- 2002 : Live 2002 et Intime
- 2003 : En toute intimité
- 2005 : DVD 9  (9 clips réalisés par Marc Hollogne + making of)
- 2006 : Un Regard 9
- 2006 : Chante avec Lara Fabian coffret DVD + Micro
- 2010 : Mademoiselle Zhivago (Film musical multilangue : français, anglais, espagnol et italien. Le projet sort en octobre 2010 dans les pays de l’Est)[70].
- 2010 : TLFM Font Leur Show
- 2012 : Mademoiselle Zhivago Live au Kremlin
- 2013 : Entre vous et moi - Live pour le Liban
- 2014 : Un soir autour du monde - Concert à Prague, extrait du Best Of Unplugged Tour, entremêlé d’interviews à Paris

## Télévision et cinéma

### Émissions de télévision
Lara Fabian participe à divers concours et talent shows diffusés à la télévision.
- 1988 : Concours Eurovision de la chanson sur plusieurs chaînes dont Antenne 2 : représentante du Luxembourg
- 2003 : Élection de Miss France 2004 sur TF1 : jurée
- 2006 : Eurovision 2006, et si c'était vous ? sur France 3 : jurée
- 2013 : The Voice : La Plus Belle Voix sur TF1 : co-coach
- 2013 : The Best : Le Meilleur Artiste sur TF1 : jurée
- 2015 : Septante et un - spécial Télévie sur RTL TVI : candidate
- 2015 : Festival de Sanremo sur la Rai 1 (Italie) : candidate
- 2018 et 2019 : La Voix sur TVA (Canada) : jurée (deux saisons)
- 2020 : The Voice : La Plus Belle Voix sur TF1 : jurée
- 2021 et 2022 : Star Académie sur TVA (Canada) : directrice (deux saisons)
- 2024 : Dream Team : la relève des stars sur TF1 : coach
- 2024 : The Voice Kids sur TF1 : jurée
- 2025 : Star Académie sur TVA (Canada) : marraine

### Long métrage
- 2022 : Arlette, film canadien de Mariloup Wolfe : Justine, ministre du commerce de la France

## Récompenses et nominations

### Gala de l'ADISQ
| Année | Catégorie                                                                        | Pour        | Lauréat/Nomination |
| ----- | -------------------------------------------------------------------------------- | ----------- | ------------------ |
| 1992  | artiste de la francophonie s'étant le plus illustré au Québec                    | Lara Fabian | nomination         |
| 1993  | artiste de la francophonie s'étant le plus illustré au Québec                    | Lara Fabian | nomination         |
| 1994  | artiste de la francophonie s'étant le plus illustré au Québec                    | Lara Fabian | nomination         |
| 1995  | album de l'année - meilleur vendeur                                              | Carpe diem  | nomination         |
| 1995  | album de l'année - populaire                                                     | Carpe diem  | nomination         |
| 1995  | chanson populaire de l'année                                                     | Leïla       | nomination         |
| 1995  | interprète féminine de l'année                                                   | Lara Fabian | lauréat            |
| 1995  | spectacle de l'année - interprète                                                | Lara Fabian | lauréat            |
| 1996  | album de l'année - meilleur vendeur                                              | Carpe diem  | nomination         |
| 1997  | album de l'année - meilleur vendeur                                              | Pure        | nomination         |
| 1997  | album de l'année - populaire                                                     | Pure        | lauréat            |
| 1997  | chanson populaire de l'année                                                     | Tout        | nomination         |
| 1997  | interprète féminine de l'année                                                   | Lara Fabian | nomination         |
| 1997  | spectacle de l'année - auteur-compositeur-interprète                             | Pure        | nomination         |
| 1998  | artiste québécois s'étant le plus illustré hors Québec                           | Lara Fabian | lauréat            |
| 1998  | chanson populaire de l'année                                                     | Je t'aime   | nomination         |
| 1998  | interprète féminine de l'année                                                   | Lara Fabian | nomination         |
| 1999  | artiste québécois s'étant le plus illustré hors Québec                           | Lara Fabian | nomination         |
| 1999  | interprète féminine de l'année                                                   | Lara Fabian | nomination         |
| 2000  | artiste québécois s'étant le plus illustré dans une autre langue que le français | Lara Fabian | lauréat            |
| 2000  | artiste québécois s'étant le plus illustré hors Québec                           | Lara Fabian | nomination         |
| 2002  | album de l'année - populaire                                                     | Nue         | nomination         |
| 2019  | album de l'année - pop                                                           | Papillon    | nomination         |
| 2019  | interprète féminine de l'année                                                   | Lara Fabian | nomination         |

### Prix Juno
| Année | Catégorie                       | Pour        | Lauréat/Nomination |
| ----- | ------------------------------- | ----------- | ------------------ |
| 1996  | Nouvel artiste solo             | Lara Fabian | nomination         |
| 1996  | Album francophone le plus vendu | Carpe diem  | nomination         |
| 1997  | Interprète féminine             | Lara Fabian | nomination         |
| 1997  | Album francophone le plus vendu | Pure        | nomination         |
| 2001  | Interprète féminine             | Lara Fabian | nomination         |

### Victoires de la musique
| Année | Catégorie                    | Pour        | Lauréat/Nomination |
| ----- | ---------------------------- | ----------- | ------------------ |
| 1998  | groupe ou artiste révélation | Lara Fabian | lauréat            |
| 1998  | chanson de l'année           | Tout        | nomination         |
| 1999  | artiste interprète féminine  | Lara Fabian | nomination         |

### World Music Awards
| Année | Catégorie                                             | Pour        | Lauréat/Nomination |
| ----- | ----------------------------------------------------- | ----------- | ------------------ |
| 1999  | Meilleure vente de l'année pour un artiste bénéluxois | Lara Fabian | lauréat            |
| 2001  | Meilleure vente de l'année pour un artiste bénéluxois | Lara Fabian | lauréat            |

### Autre prix
- 2000 : Femme sans frontières aux Femmes en or
- 2005 : Étoile Chérie FM Meilleure chanteuse de l'année
- 2017 :  Commandeure du Mérite wallon (C.M.W.)

## Autrice-compositrice
Lara Fabian a écrit et/ou composé plus de 120 chansons pour ses propres albums. Elle a également écrit pour d'autres artistes, comme :
- Donne avec Jean-Félix Lalanne pour Myriam Abel
- Dis-moi que tu m’aimes avec Jean-Félix Lalanne pour Chimène Badi
- Inévitablement pour Nolwenn Leroy
- Angels Pass Away pour Anna Netrebko[84]
- Avant pour Daniel Lévi
- De la peau pour Sandy Valentino
- Dis-moi comment t'aimer pour George Perris (en)
- Écris-moi et Quelle heure est-il à Montréal ? pour Nancy Martinez (en)[85]
- Faire semblant pour Cristina Marocco
- Je me pardonne pour Rick Allison
- Qui passe par ton âme pour Mario Pelchat
- T'aime pour Patrick Fiori[réf. nécessaire]

## Tournées
Elle organise bénévolement un concert caritatif en septembre 2006 au Casino de Paris au profit de l’association Assistance médicale toit du monde, dont elle est devenue la marraine, et qui permet de récolter 49 000 € au profit des enfants du Népal et du Tibet.
Au printemps 2007, elle participe à la tournée française et belge de Night Of The Proms.
Le 2 mars 2007, elle se produit au théâtre Ariston en Italie lors du Festival de la musique italienne à San Remo avec le chanteur italien Gigi D'Alessio, pour y interpréter Adagio et Un Cuore Malato diffusé en direct sur la première chaîne télévisée italienne Rai Uno.
Elle était en concert pour l’inauguration officielle de l’Olympia de Montréal, durant deux jours, pour présenter pour la première fois dans son intégralité au Canada, son spectacle Un regard 9.
La fin de l'année 2009 voit démarrer la tournée Toutes les Femmes en moi font leur Show. Sur scène, la technologie inédite de l'holographie est employée. Cette tournée mondiale amène la chanteuse à se produire, dans de nombreuses villes en France, en Belgique, sa patrie de naissance, en Suisse, en Russie, en Moldavie, en Ukraine, en Arménie et, pour la première fois, en Israël en mars 2010.
En 2012, Lara Fabian entame une tournée de trente dates en Europe de l'Est et en Russie avec son album Mlle Zhivago.
La tournée européenne de son album Le Secret commence en Belgique en septembre 2013 avant d'être interrompue après quelques dates en France, à la suite de problèmes de santé.
En 2014, elle entame la tournée Best of… Unplugged qui comprend des dates, entre autres, en Allemagne, Finlande, Roumanie, République tchèque, Bulgarie, Lettonie et Azerbaïdjan.
En 2016, elle propose une tournée Ma vie dans la tienne pour promouvoir son album du même nom.
En 2018, elle lance le Camouflage World Tour pour présenter son album en anglais Camouflage. Tournée qui débutera à Miami, avant de passer par New York, Los Angeles, Moscou, Bruxelles ou encore Paris.
En 2019, elle débute le 50 World tour pour célébrer ses 50 ans. Principalement proposé comme un spectacle revenant sur sa carrière, elle y présente des medleys de ses chansons, des versions réorchestrées et modernisées de ses titres les plus célèbres. Des salles l'accueillent en France, en Belgique (notamment à Bruxelles où elle chantera pour le jour de son anniversaire), en Suisse, en Ukraine, en Grèce, aux États-Unis, au Canada et aussi en Russie malgré des menaces « sévères » lors d'une précédente série de concerts à la suite de l'interprétation de son titre La Différence alors jugé comme une forme de « propagande homosexuelle »,. La tournée est interrompue à quelques dates de la fin à cause de la crise sanitaire de la Covid-19.
Elle fait son retour sur scène en juin 2022 au Québec puis en septembre 2022 en Europe dans son Best Of World Tour.

## Publication
- Lara Fabian, Je passe à table, Montréal, Libre Expression, 2021, 208 p. (ISBN 9782764813485 et 2764813481, OCLC 1308413493)